# تاریخ کمونیسم کمبریج
تاریخ کمونیسم کمبریج (به انگلیسی: The Cambridge History of Communism) کتابی 3 جلدی است که توسط انتشارات دانشگاه کمبریج منتشر شده است. هر سه جلد این کتاب در سال 2017 منتشر شده اند.